# هوگو بوئنو
هوگو بوئنو (انگلیسی: Hugo Bueno؛ زادهٔ ۱۸ سپتامبر ۲۰۰۲) بازیکن فوتبال اهل اسپانیا است.
وی همچنین در تیم ملی فوتبال زیر ۱۸ سال اسپانیا بازی کرده‌است.

## زندگی شخصی
برادر دوقلوی او، گییه بوئنو، نیز بازیکن فوتبال است.